# チカーニャ
チカーニャ (イタリア語: Cicagna) は、イタリア共和国リグーリア州ジェノヴァ県にある、人口約2,300人の基礎自治体（コムーネ）。

## 地理

### 位置・広がり

#### 隣接コムーネ
隣接するコムーネは以下の通り。
- コレーリア・リーグレ
- ロルシカ
- モコーネジ
- オレーロ
- ラパッロ
- トリボーニャ

### 地震分類
イタリアの地震リスク階級 (it) では、3 に分類される
。

## 行政

### 分離集落
チカーニャには、以下の分離集落（フラツィオーネ）がある。
- Monleone, Pianezza, Serra